# Карина Разумовска
Карина Владимировна Разумовска (рус. Кари́на Влади́мировна Разумо́вская; Лењинград, 9. март 1983) руска је глумица, најпознатија по улози Олге Лопухине у руској теленовели „За цара и отаџбину“.
Карина Разумовска се родила 9. марта 1983. у Санкт-Петербургу, у тадашњем Совјетском Савезу. Када је имала 5 година, дебитовала је у представи Торможение в небесах. Завршавши школу, уписала је Санкт-Петербуршку позоришну академију, а када ју је завршила, почела је да ради у чувеном „Бољшом театру“.
Удата је, и живи заједно са мужем Артјомом у Санкт-Петербургу. У слободно време, воли да везе и шије. Велики је љубитељ спорта, и често се њиме бави. Као девојчица, научила је да свира гитару.

## Филмографија
- 1989. — Торможение в небесах
- 2001. — Сёстры
- 2002. — Ковчег — Катя
- 2003. — История весеннего призыва
- 2004. — Близнецы
- 2004. — Родственный обмен — сестры Вера и Юля
- 2005. — Адъютанты любви (За цара и отаџбину) — Ольга Лопухина
- 2006. — Расписание судеб
- 2006. — Всё смешалось в доме — Ксения Малюкова
- 2007. — Ораниенбаум. Серебряный самурай — искусствовед Надя
- 2008. — Блаженная — Александра